# Тханьсуан
Тханьсуан (Thanh Xuân) — один из двенадцати городских районов (quận), входящих в состав Ханоя. Площадь — 9 кв. км, население — 190 тыс. человек. На улице Нгуенчай (названной в честь Нгуен Чая) находится крупный образовательный кластер со множеством университетов. В районе базируется штаб военно-воздушных сил и ПВО Вьетнама. 

## География
Район Тханьсуан расположен к югу от центра Ханоя. На западе он граничит с районом Намтыльем, на северо-западе — с районом Каузяй, на севере — с районом Донгда, на северо-востоке — с районом Хайбачынг, на юго-востоке и юге — с районом Хоангмай, на юго-западе — с уездом Тханьчи и районом Хадонг.
В северо-западной части района Тханьсуан, на границе с районом Каузяй (и частично на его территории) расположена зона Чунгхоа — Нянтинь (вьет. Trung Hoà – Nhân Chính), также известная как Koreatown («Корейский город»). Она является новым торговым и деловым центром западного Ханоя, а также одним из самых престижных жилых районов столицы с большой долей корейских экспатов.

## Административное деление
В настоящее время в состав района Тханьсуан входят 11 кварталов (phường) — Хадинь (вьет. Hạ Đình), Кхыонгдинь (вьет. Khương Đình), Кхыонгмай (вьет. Khương Mai), Кхыонгчунг (вьет. Khương Trung), Кимзянг (вьет. Kim Giang), Нянтинь (вьет. Nhân Chính), Фыонгльет (вьет. Phương Liệt), Тханьсуанбак (вьет. Thanh Xuân Bắc), Тханьсуаннам (вьет. Thanh Xuân Nam), Тханьсуанчунг (вьет. Thanh Xuân Trung) и Тхыонгдинь (вьет. Thượng Đình).

## Экономика
В районе активно строятся высотные жилые комплексы (в том числе Royal City, Sapphire Palace, Hapulico Center), офисные центры (Hapulico Complex, Imperial Garden), отели (Thể Thao), торговые центры (Vincom Mega Mall Royal City, VinMart Royal City), сетевые супермаркеты (Fivimart) и автосалоны мировых марок. Несмотря на новые форматы розничной торговли важную роль продолжают играть продуктовые рынки Нянтинь, Кхыонгдинь, Кимзянг, Тинькинь (вьет. Chính Kinh) и Хоангвантхай (вьет. Hoàng Văn Thái).
Также в районе расположены химический завод Vinacomin и несколько текстильных фабрик.

## Транспорт
На территории района Тханьсуан пересекаются Третья кольцевая дорога и национальное шоссе № 6. Другими оживлёнными магистралями района являются улицы Нгуенчай (вьет. Nguyễn Trãi), Леванлыонг (вьет. Lê Văn Lương), Хоангдаотхюи (вьет. Hoàng Đạo Thúy), Вучонгфунг (вьет. Vũ Trọng Phụng), Чыонгтинь (вьет. Trường Chinh), Лечонгтан (вьет. Lê Trọng Tấn) и Зяйфонг (вьет. Giải Phóng). Также через Тханьсуан проходит железная дорога, соединяющая центр Ханоя с Центральным Вьетнамом и Хошимином.
Общественный транспорт представлен разветвлённой сетью автобусных маршрутов. Ведётся строительство Ханойского метро (система наземных электропоездов), которое пройдёт через Тханьсуан.
Улица Нгуенчай

## Культура
В Тханьсуане расположены Музей авиации и ПВО, несколько театров и художественных галерей, буддийские храмы Кхыонгха (вьет. Khương Hạ), Вонг (вьет. Vòng), Куаннян (вьет. Quan Nhân), Хойсуан (вьет. Hội Xuân), Зяпнят (вьет. Giáp Nhất), Боде (вьет. Bồ Đề), пагоды Кхыонгха (вьет. Khuong Ha) и Шунгфук (вьет. Sung Phuc, она же — Тамхюэн).
В квартале Кхыонгдинь проходит праздник общественного дома Гынг (вьет. Gừng), посвящённый божеству То Лить (вьет. Tô Lịch) и Ле Зыонг Ве (вьет. Lê Dương Vệ); сопровождается религиозными церемониями, танцами дракона и льва, борьбой, игрой в шахматы и выступлением театра тео. В квартале Хадинь проводится праздник пагоды Тамхюэн (вьет. Tam Huyền), посвящённый Ты Виню (вьет. Từ Vinh) — отцу дзэн-буддийского учителя Ты Дао Ханя (вьет. Từ Đạo Hạnh); сопровождается боями на палках, борьбой на руках, соревнованиями по приготовлению блюд из клейкого риса, петушиными боями.

## Образование
В районе базируются Ханойский университет, Ханойский университет наук (входит в состав Вьетнамского национального университета), Университет общественных наук и управления (также входит в состав Вьетнамского национального университета), Университет транспортных технологий, Национальный университет искусств, Ханойский архитектурный университет, Национальный институт образовательного менеджмента, кампус университета Тханглонг, высшая школа для одаренных студентов и частная школа Даозуйты.

## Здравоохранение
В районе расположены Строительная больница, военный госпиталь военно-воздушных сил и ПВО, частные больницы и медицинские центры (Hapu Medi Center).